# Catene del passato
Catene del passato (Smilin' Through) è un film del 1941 diretto da Frank Borzage. La storia di un amore romantico che attraversa gli anni e supera la morte.
Il regista Sidney Franklin aveva già portato sullo schermo questo dramma romantico nel 1922 con il titolo originale Smilin' Through (l'attrice era Norma Talmadge) e poi nel 1932, con Catene, interpretato da Norma Shearer.
L'opera teatrale da cui è tratto il soggetto del film è firmata da Allan Langdon Martin, pseudonimo sotto cui si celano le due autrici, Jane Murfin e Jane Cowl: la commedia venne messa in scena per la prima volta al Broadhurst Theatre il 30 dicembre 1919 restando in cartellone per un totale di 175 repliche. A Broadway, il doppio personaggio di Moonyeen/Kathleen era interpretato dalla stessa Jane Cowl.

## Produzione

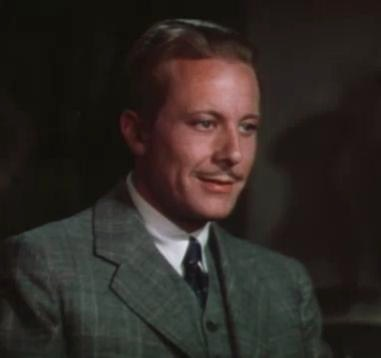
Gene Raymond nel ruolo di Wayne

Il film fu prodotto dalla Loew's e dalla Metro-Goldwyn-Mayer (MGM). Venne girato dal maggio al 5 luglio 1941. Alla fotografia contribuì Oliver Marsh; il noto direttore della fotografia morì il 5 maggio di quell'anno, a inizio riprese, e il suo nome non apparve tra quelli dei credit del film la cui fotografia venne affidata a Leonard Smith.

### Cast
Nel ruolo del medico, neppure accreditato, appare Wyndham Standing: l'attore, nella versione del 1922, aveva rivestito i panni di Sir John Carteret, co-protagonista a fianco di Norma Talmadge e Harrison Ford.

## Distribuzione
Distribuito dalla Metro-Goldwyn-Mayer (MGM), il film uscì nelle sale cinematografiche statunitensi nell'ottobre 1941 con il titolo originale Smilin' Through.